# Incident du golfe de Syrte (1989)
Pour les articles homonymes, voir bataille de Syrte.
 (signalé en mai 2025).
Si vous disposez d'ouvrages ou d'articles de référence ou si vous connaissez des sites web de qualité traitant du thème abordé ici, merci de compléter l'article en donnant les références utiles à sa vérifiabilité et en les liant à la section « Notes et références ».
- Archive Wikiwix
- Bing
- Cairn
- DuckDuckGo
- E. Universalis
- Gallica
- Google
- G. Books
- G. News
- G. Scholar
- Persée
- Qwant
- (zh) Baidu
- (ru) Yandex
- (wd) trouver des œuvres sur Wikidata

Incidents du golfe de Syrte
Le second incident du golfe de Syrte eut lieu le 4 janvier 1989 dans la matinée quand deux F-14 Tomcat américains abattirent deux MiG-23 de l'armée de l'air libyenne. Un premier incident similaire avait eu lieu en 1981.

## Contexte
Depuis 1973, la Libye revendiquait la majeure partie des eaux du Golfe de Syrte comme faisant partie de ses eaux territoriales, et considérait que toute intrusion était une déclaration de guerre. Les tensions entre les États-Unis et la Libye étaient grandes après que les États-Unis ont accusé la Libye de fabriquer des armes chimiques à Rabta. En 1973, puis en 1980, des avions de chasse libyens font feu sur des avions de reconnaissance américains patrouillant près des côtes libyennes. Les porte-avions USS John F. Kennedy (CV-67) et USS Theodore Roosevelt (CVN-71) étaient déployés près des côtes libyennes après l'arrivée au pouvoir de Ronald Reagan en réponse aux tensions avec la Libye.

## L’engagement
Le matin du 4 janvier 1989, le groupe aéronaval du John F. Kennedy opérait à 130 km au nord de la Libye. Une patrouille de A-6 Intruder, escortée par deux paires de F-14 et un AWACS E-2C s’exerçait au large de la Crète. Les pilotes ont été formés spécialement pour cette mission et pour une raison inconnue, semblaient s’attendre à des hostilités ou une autorisation d’ouvrir le feu de la part du E-2[réf. nécessaire]. 
À 11 h 50, l’équipage du E-2 informa les F-14 du décollage de quatre MiG-23 (code OTAN : Flogger) depuis l’aérodrome de Al Bumbaw. Deux F-14 tournèrent alors en direction des deux premiers Flogger, les autres Flogger étant restés en retrait afin de transmettre une image radar en continu au premier binôme. Quand les protagonistes n’étaient plus séparés que par 115 km, les avions américains firent demi-tour pour montrer qu’ils ne cherchaient pas l’affrontement mais furent suivis par les MiG. Les F-14 descendirent alors à 3 000 pieds pour suivre les avions libyens sur leur radar. Le leader des Tomcat ordonna alors à ses équipiers d’armer les missiles AIM-9 Sidewinder et les AIM-7 Sparrow dont ils étaient équipés. Le E-2 leur donna alors l'autorisation de tirer dès que possible, afin de ne pas laisser l’avantage d’ouvrir le feu aux Libyens. Sur quoi les deux MiG furent abattus, en dépit de deux missiles Sparrow perdus. Malgré le fait que les pilotes libyens se soient éjectés avec succès, les forces libyennes ne vinrent pas à leur secours.

## Conséquences
Personne ne sait pourquoi les Flogger ont pris les Tomcat en chasse, ni pourquoi les pilotes n’ont pas été secourus. Le lendemain, la Libye accusa les États-Unis d’avoir abattu deux avions de reconnaissance inoffensifs. Les Américains démentirent ces accusations, soutenant que les MiG étaient armés de missiles à guidage par infrarouge R-23, qui seraient visibles sur la vidéo de la caméra embarquée dans chaque F-14.